# Philipp Ernst de Schaumbourg-Lippe
Titre
Chef de la Maison de Schaumbourg-Lippe
15 juin 1962 – 28 août 2003
(41 ans, 2 mois et 13 jours)
Philipp Ernst, prince de Schaumbourg-Lippe (en allemand : Friedrich August Philipp-Ernst Wolrad Fürst zu Schaumburg-Lippe), né le à Hagenburg le 26 juillet 1928 et mort le 28 août 2003 à Bückeburg, est le chef de la Maison princière de Schaumbourg-Lippe de 1962 à 2003.

## Biographie
Philipp Ernst, né en 1928 à Hagenburg, est le deuxième fils du prince Wolrad de Schaumbourg-Lippe et de son épouse la princesse Bathildis de Schaumbourg-Lippe (1903-1983). Après la mort de son oncle le prince Adolphe II de Schaumbourg-Lippe, dans un accident d'avion en 1936, le père de Philipp Ernst, Wolrad, devient le nouveau chef de la maison de Schaumbourg-Lippe.
Après que son frère aîné, le prince héréditaire Georg Wilhelm est tué au combat à Nössige près de Meissen, en Saxe, le 29 avril 1945, pendant la Seconde Guerre mondiale, Philipp Ernst devient le nouvel héritier présomptif de la maison de Schaumbourg-Lippe.
Philipp Ernst succède en qualité de chef de la maison à la mort de son père le 15 juin 1962. Il est resté chef de sa maison jusqu'à sa mort à Bückeburg en 2003. Jusqu'en 1993, Philipp Ernst de Schaumbourg-Lippe était à la tête de la chambre du tribunal princier de Bückeburg, assurant la gestion privée de la famille Schaumburg-Lippe.
À sa mort en 2003, son seul fils survivant, Alexander lui succède comme chef de la maison de Schaumbourg-Lippe.

## Mariage et enfants

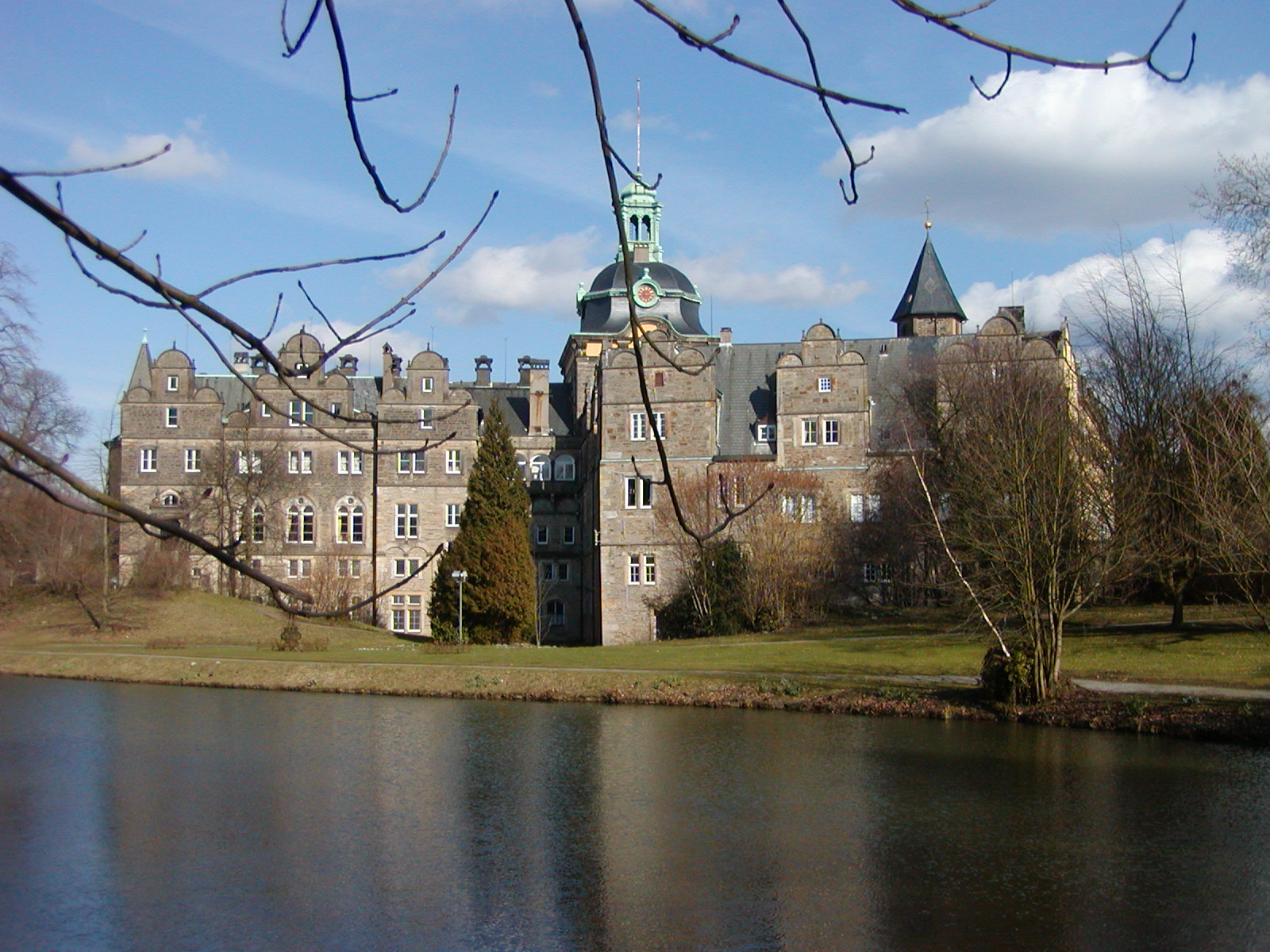
Le château de Bückeburg.

Philipp Ernst se marie à Bückeburg, le 3 octobre 1955, avec Eva Benita baronne von Tiele-Winckler (de) (née à Vollratsruhe le 18 novembre 1927 et morte le 8 mai 2013). Elle est la fille de Hans Werner comte von Tiele-Winckler et d'Elisabeth von Bassewitz. Ils ont deux fils :
- Georg Wilhelm, né le 14 juillet 1956 à Fribourg-en-Brisgau et mort des suites d'un accident de moto, près de Sternbergen, le 31 juillet 1983, célibataire ;
- Alexander, né le 25 décembre 1958 à Düsseldorf, chef de la maison de Schaumbourg-Lippe depuis 2003.

## Titulature
- 26 juillet 1928 — 29 avril 1945 : Son Altesse Sérénissime le prince Philipp Ernst de Schaumbourg-Lippe
- 29 avril 1945 — 15 juin 1962 : Son Altesse Sérénissime le prince héréditaire de Schaumbourg-Lippe
- 15 juin 1962 — 28 août 2003 : Son Altesse Sérénissime le prince de Schaumbourg-Lippe

## Généalogie
|  |                                         |  |  |  |  |  |  |  |  |  |  |  |  |
|  | 8. Adolphe Ier de Schaumbourg-Lippe     |  |  |  |  |  |  |  |  |  |  |  |  |
|  |                                         |  |  |  |  |  |  |  |  |  |  |  |  |
|  |                                         |  |  |  |  |  |  |  |  |  |  |  |  |
|  | 4. Georges de Schaumbourg-Lippe         |  |  |  |  |  |  |  |  |  |  |  |  |
|  |                                         |  |  |  |  |  |  |  |  |  |  |  |  |
|  |                                         |  |  |  |  |  |  |  |  |  |  |  |  |
|  | 9. Hermine de Waldeck-Pyrmont           |  |  |  |  |  |  |  |  |  |  |  |  |
|  |                                         |  |  |  |  |  |  |  |  |  |  |  |  |
|  |                                         |  |  |  |  |  |  |  |  |  |  |  |  |
|  | 2. Wolrad de Schaumbourg-Lippe          |  |  |  |  |  |  |  |  |  |  |  |  |
|  |                                         |  |  |  |  |  |  |  |  |  |  |  |  |
|  |                                         |  |  |  |  |  |  |  |  |  |  |  |  |
|  | 10. Maurice-François de Saxe-Altenbourg |  |  |  |  |  |  |  |  |  |  |  |  |
|  |                                         |  |  |  |  |  |  |  |  |  |  |  |  |
|  |                                         |  |  |  |  |  |  |  |  |  |  |  |  |
|  | 5. Marie-Anne de Saxe-Altenbourg        |  |  |  |  |  |  |  |  |  |  |  |  |
|  |                                         |  |  |  |  |  |  |  |  |  |  |  |  |
|  |                                         |  |  |  |  |  |  |  |  |  |  |  |  |
|  | 11. Augusta de Saxe-Meiningen           |  |  |  |  |  |  |  |  |  |  |  |  |
|  |                                         |  |  |  |  |  |  |  |  |  |  |  |  |
|  |                                         |  |  |  |  |  |  |  |  |  |  |  |  |
|  | 1. Philipp Ernst de Schaumbourg-Lippe   |  |  |  |  |  |  |  |  |  |  |  |  |
|  |                                         |  |  |  |  |  |  |  |  |  |  |  |  |
|  |                                         |  |  |  |  |  |  |  |  |  |  |  |  |
|  | 12. Guillaume de Schaumbourg-Lippe      |  |  |  |  |  |  |  |  |  |  |  |  |
|  |                                         |  |  |  |  |  |  |  |  |  |  |  |  |
|  |                                         |  |  |  |  |  |  |  |  |  |  |  |  |
|  | 6. Albrecht de Schaumbourg-Lippe        |  |  |  |  |  |  |  |  |  |  |  |  |
|  |                                         |  |  |  |  |  |  |  |  |  |  |  |  |
|  |                                         |  |  |  |  |  |  |  |  |  |  |  |  |
|  | 13. Bathilde d'Anhalt-Dessau            |  |  |  |  |  |  |  |  |  |  |  |  |
|  |                                         |  |  |  |  |  |  |  |  |  |  |  |  |
|  |                                         |  |  |  |  |  |  |  |  |  |  |  |  |
|  | 3. Bathildis de Schaumbourg-Lippe       |  |  |  |  |  |  |  |  |  |  |  |  |
|  |                                         |  |  |  |  |  |  |  |  |  |  |  |  |
|  |                                         |  |  |  |  |  |  |  |  |  |  |  |  |
|  | 14. Eugène de Wurtemberg                |  |  |  |  |  |  |  |  |  |  |  |  |
|  |                                         |  |  |  |  |  |  |  |  |  |  |  |  |
|  |                                         |  |  |  |  |  |  |  |  |  |  |  |  |
|  | 7. Elsa de Wurtemberg                   |  |  |  |  |  |  |  |  |  |  |  |  |
|  |                                         |  |  |  |  |  |  |  |  |  |  |  |  |
|  |                                         |  |  |  |  |  |  |  |  |  |  |  |  |
|  | 15. Vera Constantinovna de Russie       |  |  |  |  |  |  |  |  |  |  |  |  |
|  |                                         |  |  |  |  |  |  |  |  |  |  |  |  |
|  |                                         |  |  |  |  |  |  |  |  |  |  |  |  |